# Gobindpur (ort i Indien, Saraikela)
Gobindpur är en ort i Indien.   Den ligger i distriktet Saraikela och delstaten Jharkhand, i den östra delen av landet, 1 100 km sydost om huvudstaden New Delhi. Gobindpur ligger 198 meter över havet och antalet invånare är 27 066.
Terrängen runt Gobindpur är platt, och sluttar norrut. Runt Gobindpur är det tätbefolkat, med 308 invånare per kvadratkilometer. Närmaste större samhälle är Jugsālai, 19,6 km nordost om Gobindpur. Trakten runt Gobindpur består till största delen av jordbruksmark.